# Rennes Ar Gwazi Gouez
Rennes Ar Gwazi Gouez (Les oies sauvages en breton) est un club sportif breton basé à Rennes pratiquant le football gaélique.
Le club fut fondé en 1998 par des membres de la diaspora irlandaise expatriés en Bretagne.
Il peut aussi être dénommé Rennes GAA (Gaelic Athletic Association) comme le sont beaucoup de clubs de football gaélique en Irlande.

## Historique
Le premier match est disputé face au club brestois, le Gaelic Football Bro-Leon.
Petit à petit, de nombreux bretons se joignent aux Irlandais pour tenter de qualifier le club pour l'Euroligue. Leur point d'orgue est atteint en 2007, lorsque les Gouez remportent le Shield avec des victoires lors des tournois de Maastricht et de Barcelone.
Le club fut baptisé Ar Gwazi Gouez, « les oies sauvages » en hommage au bataillon d’Irlandais qui défendait le coq français au côté du Roi Louis XIV. Le bataillon d’Irlandais avait été surnommé les oies sauvages en référence à leur exode forcé à la suite de la défaite de la bataille de la Boyne en 1690 face aux troupes protestantes du Roi Guillaume d’Orange.
Aujourd’hui, Ar Gwazi Gouez compte près de 80 membres. Une équipe féminine et trois équipes masculines participent chaque année aux différents championnats (Bretagne, France et Europe).

## Palmarès

### Rennes - Féminines
| Saisons   | Championnat de Bretagne | Championnat de France | Euroligue             | Beach Gaelic |
| --------- | ----------------------- | --------------------- | --------------------- | ------------ |
| 2021-2022 | Championnes             | -                     | -                     |              |
| 2020-2021 | Annulée                 | Annulée               | Annulée               |              |
| 2019-2020 | Annulé                  | Annulé                | 1/2 finale de la D1   |              |
| 2018-2019 | Championnes             | Championnes,          | Vainqueures du Shield |              |
| 2017-2018 | Championnes             | Championnes           | 1/2 finale de la D1   |              |
| 2016-2017 | Championnes,            | Championnes,          | -                     |              |
| 2015-2016 | Championnes             | Championnes           | Vainqueures du Shield |              |
| 2014-2015 | Championnes             | Championnes,          | -                     |              |
| 2013-2014 |                         | Championnes,          | -                     |              |
| 2012-2013 |                         |                       | -                     |              |
| 2011-2012 |                         |                       | -                     |              |
| 2010-2011 |                         |                       | -                     |              |
| 2009-2010 |                         |                       | -                     | Annulé       |
| 2008-2009 |                         |                       | -                     | Vainqueures  |
| 2007-2008 |                         |                       | 1/2 finale de la D1   | Vainqueures  |
| 2006-2007 |                         |                       | Finale de la D1       |              |
| 2005-2006 |                         |                       | Finale de la D1       |              |
| 2004-2005 | Championnes             |                       | -                     |              |

### Rennes A - Masculins
| Saisons   | Championnat de Bretagne | Coupe de Bretagne | Championnat de France | Tournoi Élite          | Euroligue                 | Beach Gaelic | Challenge de Monterfil |
| --------- | ----------------------- | ----------------- | --------------------- | ---------------------- | ------------------------- | ------------ | ---------------------- |
| 2020-2021 | Annulé                  |                   | Annulé                | Annulé                 | Annulée                   |              |                        |
| 2019-2020 | Annulé                  | Annulée           | Annulé                | Vainqueurs du Super 15 | -                         |              | Annulé                 |
| 2018-2019 | Champions,              | Vainqueurs,       | 5e de D1              |                        | -                         |              | Vainqueurs             |
| 2017-2018 | 2e                      | Vainqueurs        | -                     |                        | -                         |              | Vainqueurs             |
| 2016-2017 | 2e                      | Finale            | 2e de D1,             |                        | -                         |              | -                      |
| 2015-2016 | 2e                      | Vainqueurs        | 5e de D1              |                        | -                         |              | -                      |
| 2014-2015 | 2e                      | Finale            | -                     |                        | -                         |              | -                      |
| 2013-2014 | 2e                      | Vainqueurs        | -                     |                        | Vainqueurs du Junior      |              | -                      |
| 2012-2013 | 2e                      | 1/2 finale        | -                     |                        | -                         |              | 6e                     |
| 2011-2012 | 6e                      | 1/4 de finale     | -                     |                        | -                         |              | -                      |
| 2010-2011 | 8e                      | Vainqueurs        | -                     |                        | -                         |              | -                      |
| 2009-2010 | 6e                      |                   | 4e de D1              |                        | Shield                    | Annulé       | -                      |
| 2008-2009 | 3e                      |                   | 3e de D1              |                        | 6e du Championship Senior | 3e           | -                      |
| 2007-2008 | 2e                      |                   | 2e de D1              |                        | 5e de Championship Senior | 3e           | 1/2 finale             |
| 2006-2007 | Champions,              |                   | -                     |                        | Vainqueurs du Shield,     |              | 1/2 finale             |
| 2005-2006 | 2e                      |                   | -                     |                        | 3e                        |              |                        |
| 2004-2005 | Champions,              |                   |                       |                        | 5e                        |              |                        |

### Rennes B - Masculins
| Saisons   | Championnat de Bretagne | Coupe de Bretagne | Championnat de France | Euroligue           |
| --------- | ----------------------- | ----------------- | --------------------- | ------------------- |
| 2020-2021 | Annulé                  |                   | Annulé                | Annulée             |
| 2019-2020 | Annulé                  | Annulée           | Annulé                | -                   |
| 2018-2019 | 2e de la D2             | -                 | 6e de la D2           | Vainqueurs du Plate |
| 2017-2018 | Vainqueurs de la D3     | 1/2 finale        | 2e de la D3           | -                   |

L'équipe de Rennes B est pérenne depuis 2017, mais elle existe depuis plus longtemps. On en retrouve trace en 2008 avec une 5e place aux championnats de France (en entente avec Paris B) et aussi en 2008-2009 avec une 6e place au Beach Gaelic de Nantes.

## Partenariats
Le club de Rennes GAA adhère à l'Office des sports de Rennes, association loi de 1901 liée par convention avec la Ville de Rennes.